# Martin Klanica
Martin Klanica (* 9. března 1969 Valtice) je ústředním ředitelem Státní zemědělské a potravinářské inspekce. V této instituci působí již od roku 1994, ústředním ředitelem SZPI je od října 2013.

## Život
V roce 1986 se vyučil zahradníkem na SOU zemědělském v Rajhradě. O dva roky později si na témže učilišti během zaměstnání doplnil maturitu. V červnu 1993 absolvoval zahradnickou fakultu na Vysoké škole zemědělské (dnešní Mendelova univerzita) v Brně a získal titul Ing.
Od poloviny roku 1994 působí u Státní zemědělské a potravinářské inspekce (SZPI). Začínal na krajském inspektorátu v Brně (tehdy ještě Česká zemědělská a potravinářská inspekce) jako inspektor na úseku ovoce – zelenina, technické plodiny. Následovalo pět let na pozici vedoucího kontrolního odboru na témže inspektorátu a přestup na ústřední inspektorát SZPI. Zde působil od roku 2001 jako ředitel odboru kontroly, laboratoří a certifikace. Tento odbor řídí, metodicky vede a koordinuje kontrolní činnost inspekce na celém území České republiky.
Od května roku 2009 byl pověřen vedením úřadu, a to po dobu vykonávání funkce ministra zemědělství České republiky Jakubem Šebestou, tehdejším ústředním ředitelem SZPI. Od podzimu roku 2010 zastával na ústředním inspektorátu pozici vrchního ředitele Sekce kontrolní a právní. Tato sekce koordinovala kontrolní a správní řízení v rámci celého úřadu. Současně byl statutárním zástupcem ústředního ředitele SZPI.
S účinností od 4. října 2013 byl ministrem zemědělství ČR Miroslavem Tomanem jmenován do funkce ústředního ředitele Státní zemědělské a potravinářské inspekce, kterou vykonává dosud.